# Cumberland (Rhode Island)
Cumberland és una població dels Estats Units a l'estat de Rhode Island. Segons el cens del 2000 tenia 31.840 habitants.

## Demografia
Segons el cens del 2000, Cumberland tenia 31.840 habitants, 12.198 habitatges, i 9.038 famílies. La densitat de població era de 458,9 habitants per km².
Dels 12.198 habitatges en un 33,2% hi vivien nens de menys de 18 anys, en un 61,9% hi vivien parelles casades, en un 9,2% dones solteres, i en un 25,9% no eren unitats familiars. En el 22,2% dels habitatges hi vivien persones soles l'11,2% de les quals corresponia a persones de 65 anys o més que vivien soles. El nombre mitjà de persones vivint en cada habitatge era de 2,59 i el nombre mitjà de persones que vivien en cada família era de 3,05.
Per edats la població es repartia de la següent manera: un 24,2% tenia menys de 18 anys, un 5,8% entre 18 i 24, un 30,3% entre 25 i 44, un 23,8% de 45 a 60 i un 16% 65 anys o més.
L'edat mediana era de 39 anys. Per cada 100 dones de 18 o més anys hi havia 87,7 homes.
La renda mediana per habitatge era de 54.656 $ i la renda mediana per família de 63.194 $. Els homes tenien una renda mediana de 41.073 $ mentre que les dones 29.188 $. La renda per capita de la població era de 25.592 $. Aproximadament el 2,9% de les famílies i el 3,9% de la població estaven per davall del llindar de pobresa.